# Нігинська сільська рада
Ні́гинська сільська́ ра́да — адміністративно-територіальна одиниця та орган місцевого самоврядування в Кам'янець-Подільському районі Хмельницької області. Адміністративний центр — село Нігин.
Тепер її територія (2 села) входить до складу Гуменецької сільської ради:
Рішенням тридцять третьої позачергової сесії VI скликання Хмельницької обласної ради від 13.08.2015 затверджено створення Гуменецької об’єднаної територіальної громади. До складу громади увійшли території Абрикосівської сільської ради, Великозаліської сільської ради, Голосківської сільської ради, Гуменецької сільської ради, Думанівської сільської ради, Залісся Другої сільської ради, Нігинської сільської ради, Супрунковецької сільської ради.
Старости сіл на офіційному сайті Гуменецької громади

## Загальні відомості
Нігинська сільська рада утворена в 1923 році.
- Територія ради: 19,558 км²
- Населення ради: 2 344 особи (станом на 2001 рік)

## Населені пункти
Сільській раді підпорядковані населені пункти:
- с. Нігин
- с-ще Сахкамінь

## Склад ради
Рада складається з 16 депутатів та голови.
- Голова ради: Сосула Олександр Миколайович
- Секретар ради: Онуфрієва Руслана Олексіївна

### Керівний склад попередніх скликань
| Прізвище, ім'я, по батькові  | Основні відомості                                                         | Дата обрання | Дата звільнення |
| ---------------------------- | ------------------------------------------------------------------------- | ------------ | --------------- |
| Берник Тетяна Степанівна     | Сільський голова, 1955 року народження, позапартійна                      | 26.03.2006   | 31.10.2010      |
| Сосула Олександр Миколайович | Сільський голова, 1963 року народження, освіта вища, член Народної партії | 31.10.2010   |                 |

Примітка: таблиця складена за даними сайту Верховної Ради України

### Депутати
За результатами місцевих виборів 2010 року депутатами ради стали:

#### За суб'єктами висування
| Суб'єкт висування | Кількість обраних депутатів | %    |
| ----------------- | --------------------------- | ---- |
| Самовисування     | 10                          | 62,5 |
| Народна партія    | 4                           | 25   |
| Партія регіонів   | 2                           | 12,5 |

#### За округами
| № округу        | Прізвище, ім'я, по батькові      | Дата визнання обраним | Освіта  | Партійна приналежність                      | Відомості про обраного депутата                                         |
| --------------- | -------------------------------- | --------------------- | ------- | ------------------------------------------- | ----------------------------------------------------------------------- |
| Народна Партія  |                                  |                       |         |                                             |                                                                         |
| 3               | Атаманюк Галина Миколаївна       | 04.11.2010            | вища    | позапартійна                                | Станція Нігин, чергова                                                  |
| 11              | Коржинська Ірина Михайлівна      | 04.11.2010            | середня | позапартійна                                | «Нігинський кар'єр», секретар керівника                                 |
| 13              | Бевзюк Наталія Дмитрівна         | 04.11.2010            | вища    | член Народної партії                        | Сахкамінська загальноосвітня школа І-ІІ ст., вчитель початкових класів  |
| 16              | Ляховецька Наталія Михайлівна    | 04.11.2010            | вища    | член Народної партії                        | Сахкамінська загальноосвітня школа І-ІІ ст., вчитель біології           |
| Партія регіонів |                                  |                       |         |                                             |                                                                         |
| 5               | Берник Олег Петрович             | 04.11.2010            | вища    | позапартійний                               | Кам'янець-ПодільськаРДА, головн.спец. від-лу організ. і кадрової роботи |
| 8               | Помазан Галина Євгенівна         | 04.11.2010            | вища    | позапартійна                                | Нігинська загальноосвітня школа І-ІІІ ст., заступник директора          |
| Самовисування   |                                  |                       |         |                                             |                                                                         |
| 1               | Свінковський Станіслав Йосипович | 04.11.2010            | вища    | позапартійний                               | Гаражний кооператив м. Кам'янець-Подільський, голова                    |
| 2               | Онуфрієва Неллі Олексіївна       | 04.11.2010            | вища    | позапартійна                                | приватний підприємець                                                   |
| 4               | Дорож Валентина Олександрівна    | 04.11.2010            | вища    | позапартійна                                | Нігинська сільська рада, головний бухгалтер                             |
| 6               | Пилипенко Тамара Павлівна        | 04.11.2010            | вища    | позапартійна                                | Нігинська загальноосвітня школа І-ІІІ ст., директор                     |
| 7               | Жовтонога Олена Миколаївна       | 04.11.2010            | вища    | позапартійна                                | Нігинський ДНЗ, завідувачка                                             |
| 9               | Онуфрієва Руслана Олексіївна     | 04.11.2010            | вища    | позапартійна                                | Нігинська сільська рада, секретар                                       |
| 10              | Бобильова Віта В'ячеславівна     | 04.11.2010            | вища    | позапартійна                                | Нігинська сільська рада, спеціаліст                                     |
| 12              | Харкова Олена Борисівна          | 04.11.2010            | вища    | позапартійна                                | «Нігинський кар'єр», бухгалтер по зарплаті                              |
| 14              | Харкова Валентина Олександрівна  | 04.11.2010            | вища    | позапартійна                                | ТОВ «Ресурс-Інвест 2007», інспектор по кадрах                           |
| 15              | Білий Віталій Миколайович        | 10.01.2011            | вища    | член Партії Християнсько-Демократичний Союз | ДП «Нігинський кар'єр», начальник гірничого цеху                        |